# سمرشم (كامبريدجشير)
سمرشم (بالإنجليزية: Somersham)‏ هي قرية، بلدة و أبرشية مدنية تقع في المملكة المتحدة في إنجلترا. يقدر عدد سكانها بـ 3,802 نسمة .